# 日本河川協会
公益社団法人日本河川協会（にほんかせんきょうかい）は、内閣総理大臣認定の公益社団法人。

## 概要
- 主な目的・事業
  - 河川に関する調査・研究・情報の提供
  - 日本水大賞の授賞
  - 河川に関連する団体・企業などとの連絡調整 など
- 代表者：会長 松田芳夫 （2021年6月現在）
- 本部所在地：東京都千代田区麹町2-6-5 麹町E.C.Kビル3F

## 沿革
- 1940年11月：任意団体として設立
- 1952年3月：建設省（現国土交通省）所管の社団法人として認可
- 2011年4月：公益社団法人として認定

## 日本水大賞
水循環系の健全化や水災害に対する安全性の向上に寄与すると考えられる活動に対して贈られる賞。同時に授賞する日本ストックホルム青少年水大賞は、毎年８月に各国の水環境研究者が集まって開催するストックホルム世界水週間で選ばれるストックホルム青少年水大賞（生活の質の向上及び水環境における生態系の改善に資する優れた調査研究を行った若い研究者に贈られる賞）の日本代表へ贈られる賞。